# 布雷兹
布雷兹（義大利語：Brez），曾是意大利特伦托自治省的一个市镇。总面积18平方公里，人口734人，人口密度40.8人/平方公里（2009年）。ISTAT代码为022027。
2020年1月1日布雷兹、卡尼奥、克洛兹、雷沃和罗马洛五个市镇合并为新的诺韦拉市镇。